# سیارک ۲۷۲۵۳
سیارک ۲۷۲۵۳ (به انگلیسی: 27253 Graceleanor، نامگذاری:1999XC28)۲۷۲۵۳مین سیارک کشف شده‌است که در ۰۶ دسامبر ۱۹۹۹ کشف شد.